# Baia di Čeboksary
La baia di Čeboksary è un'area culturale e di intrattenimento della omonima città, situata nei pressi di due dighe.
Nell'area è presente un ponte pedonale, e confluiscono due affluenti cittadini, il Sugutka ed il Čeboksarka. È un punto d'incontro per residenti e turisti che dedicano il loro tempo libero in ristoranti, in aree verdi e nell'effettuare sport acquatici. Durante le celebrazioni per la festa nazionale ciuvascia, il 24 giugno, è luogo di diversi eventi culturali e sociali.

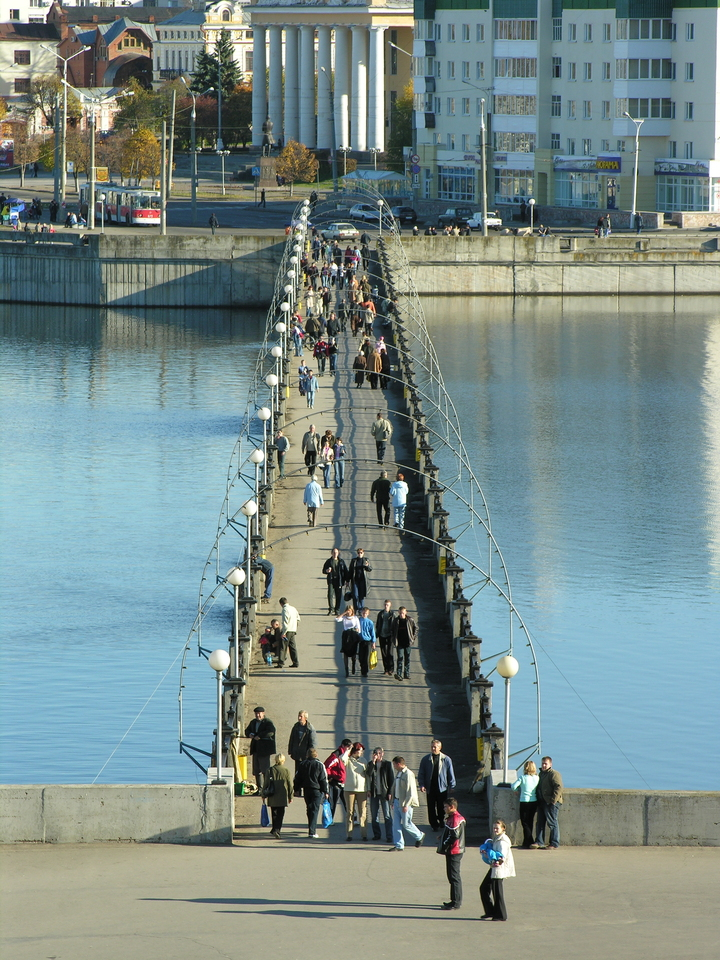
Il ponte pedonale su una delle due dighe cittadine